# Pielgos
Pielgos ist ein Weiler in der Parroquia Pola de Laviana der Gemeinde Laviana in der autonomen Gemeinschaft Asturien in Spanien.

## Geographie
Pielgos ist ein Weiler mit elf Einwohnern (2009). Er liegt auf 492 msnm.
Pielgos ist 3,7 km von Pola de Laviana, dem Hauptort der Gemeinde Laviana, entfernt.

## Wirtschaft
Der Weiler besteht aus landwirtschaftlichen Betrieben, es werden auch Ferienwohnungen angeboten.

Land- und Forstwirtschaft sowie der Abbau von Kohle und Eisen haben die Region seit Jahrhunderten geprägt.

## Klima
Angenehm milde Sommer mit ebenfalls milden, selten strengen Wintern. In den Hochlagen können die Winter durchaus streng werden.